# Jackie Brown
Jackie Brown este un film thriller american din anul 1997, regizat de Quentin Tarantino, bazat pe romanul Rum Punch de Elmore Leonard.

### Distribuție
- Pam Grier: Jackie Brown
- Samuel L. Jackson: Ordell Robbie
- Robert Forster: Max Cherry
- Bridget Fonda: Melanie Ralston
- Michael Keaton: Ray Nicolette
- Robert De Niro: Louis Gara
- Michael Bowen: Det. Mark Dargus
- Chris Tucker: Beaumont Livingston
- LisaGay Hamilton: Sheronda
- Tommy "Tiny" Lister Jr.: Winston
- Hattie Winston: Simone
- Sid Haig: Judge
- Aimee Graham: Amy
- Diana Uribe: Anita Lopez
- Gillian Iliana Waters: Mossberg 500 Tammy Jo
- Quentin Tarantino